# Vereinfachte Umlegung
Die Vereinfachte Umlegung (§§ 80 ff. BauGB) (früher auch als Grenzregelung bezeichnet), ist ein Bodenordnungsverfahren, bei dem zwar die Form benachbarter oder in enger Nachbarschaft liegender Grundstücke oder Grundstücksteile geändert wird, die Lage und Größe aber nur unwesentlich. Die Vereinfachte Umlegung ist im Gegensatz zur Umlegung erheblich eingeschränkt, um sie in einfachen Fällen schnell und mit wenig Verwaltungsaufwand durchführen zu können.

## Voraussetzungen für die Vereinfachte Umlegung
- Das Verfahrensgebiet liegt im Geltungsbereich eines qualifizierten Bebauungsplanes oder innerhalb eines im Zusammenhang bebauten Ortsteils.
- Die betroffenen Grundstücke oder Grundstücksteile müssen unmittelbar aneinandergrenzen oder in enger Nachbarschaft liegen.
- Die auszutauschenden Grundstücke oder Grundstücksteile dürfen nicht selbstständig bebaubar sein.
- Wenn durch die Vereinfachte Umlegung eine Wertminderung erfolgen sollte, darf diese für den betroffenen Eigentümer nur unerheblich sein.
- Die einseitige Zuteilung muss im öffentlichen Interesse geboten sein.

## Verfahren der vereinfachten Umlegung
Das Verfahren wird entweder von Amts wegen oder auf Antrag eines Beteiligten veranlasst. 
Von Amts wegen kann eine vereinfachte Umlegung beispielsweise vom Vermessungsamt veranlasst werden um eine kleinparzellierte Straßenparzelle im Wege der Katasterbereinigung zu einer großen Parzelle zusammenzuführen. Auch sonstige Bodenordnungsmaßnahmen zur Katasterbereinigung können Anlass für eine Verfahrenseinleitung von Amts wegen geben. Der Verfahrensablauf ist der gleiche wie im Folgenden erläutert.
Auf Antrag eines oder mehrerer Beteiligter hin kann das Verfahren ebenso durchgeführt werden. Hierzu wenden sich die Beteiligten an das zuständige Vermessungsamt mit der Darstellung des Sachverhaltes und der Bitte um Bereinigung im Verfahren der vereinfachten Umlegung.
Daraufhin werden, sofern sich alle Beteiligten einig sind, auch über die Höhe eventuell zu leistender Entschädigungen, und die notwendigen Zulassungsvoraussetzungen gegeben sind (s. o.), die notwendigen Vermessungen vor Ort durchgeführt. Die Veränderungen werden als alter und neuer Bestand in einem Verfahrensverzeichnis dargestellt, welches die Flächenverluste bzw. Flächenzugewinne und die entsprechenden Entschädigungen, entsprechend nach den Beteiligten getrennt, ausweist sowie gegebenenfalls Dienstbarkeiten, Grundpfandrechte und Baulasten den entsprechenden neu entstandenen Grundstücken zuweist. Dieses Verzeichnis ist Bestandteil des Beschlusses über die vereinfachte Umlegung, welcher von der zuständigen Gemeinde, in deren Gemarkungsgebiet sich die betroffenen Grundstücke befinden, als Umlegungsbehörde zu fassen ist.
Der Beschluss über die vereinfachte Umlegung wird den Beteiligten zugestellt, mit der Möglichkeit innerhalb der Rechtsmittelfrist Widerspruch gegen den Beschluss einzulegen.
Nach Inkrafttreten der Unanfechtbarkeit des Beschlusses wird dieser ortsüblich bekannt gemacht, die neuen Grundstücke und Rechte treten nunmehr an Stelle der alten. Die grundbuchliche Berichtigung sowie die Berichtigung des Liegenschaftskatasters erfolgt erst im Anschluss an die Bekanntmachung. Die Bekanntmachung schließt die Einweisung der neuen Eigentümer in den Besitz der zugeteilten Grundstücke oder Grundstücksteile ein.

## Zahlung der Entschädigung
Das Inkrafttreten der Unanfechtbarkeit ist nicht abhängig von der Zahlung eventuell zu leistender Entschädigungen. Grundsätzlich sind nach § 81 Abs. 2 BauGB Entschädigungen mit der Bekanntmachung fällig. Die Fälligkeiten der Entschädigungen können aber nach Absprache unter den Beteiligten auch nach dem Zeitpunkt des Eintritts der Bestandskraft des Beschlusses liegen. Die Rechtssicherheit für die Beteiligten ist jedoch insoweit gegeben, da im Falle der ausbleibenden Zahlung der Beschluss mit den darin festgelegten Entschädigungen einen vollstreckbaren Titel für den Gläubiger darstellt.

## Grunderwerbsteuer
Nach dem Urteil des Bundesfinanzhofs (BFH) vom 28. Juli 1999 ist das Verfahren der vereinfachten Umlegung grunderwerbsteuerfrei, sofern der neue Eigentümer in diesem Verfahren als Eigentümer eines im Umlegungsgebiet gelegenen Grundstücks beteiligt ist.